# Protoptila strepsicera
Protoptila strepsicera là một loài Trichoptera trong họ Glossosomatidae. Chúng phân bố ở vùng Tân nhiệt đới.